# Jacob Birkler
Jacob Birkler (født 1974) er en dansk filosof, forfatter, debattør og foredragsholder og har
været medlem af Det Etiske Råd siden 2010 samt været formand for rådet fra 2011 til 2016, hvor han overlod posten til Gorm Greisen.

## Uddannelse
Jacob Birkler er cand. mag. i filosofi og psykologi fra Århus Universitet i 2000, ph.d. i medicinsk etik fra Det Sundhedsvidenskabelige Fakultet, Syddansk Universitet i 2009.

## Karriere
Jacob Birkler har arbejdet med etik og anvendt filosofi i sundhedsfaglig praksis og undervist på talrige sundhedsuddannelser. Forfatter til flere bøger og artikler, primært om etiske emner. Skribent i danske medier og deltager i radio- og TV-programmer. Formand for det Det Etiske Råd fra 2011 til 2016. Modtager af Ældrerådenes hæderspris i 2016. Medlem af repræsentantskabet for Landsforeningen Liv&Død.

## Bøger
Jacob Birkler har skrevet bøgerne:
- Jagten efter lykke - Hvorfor du jagter forgæves, og hvad du i stedet bør opdage, Samfundslitteratur (2024)
- Lad os tale om døden, Gads Forlag (2024)
- Omsorg - Når menneskelighed er et arbejde, Munksgaard (2023)
- Livets alfabet III - De store spørgsmål i små bidder, Eksistensen (2022)
- Livets alfabet II - De store spørgsmål i små bidder, Eksistensen (2021)
- Etik - dilemmaer, Munksgaard (2021)
- Videnskabsteori - En grundbog, Munksgaard (2021)
- Når tro kommer på tværs - Etiske dilemmaer mellem religion og samfund, Bibelselskabets Forlag (2021)
- Livets alfabet - De store spørgsmål i små bidder, Eksistensen (2020)
- Etik & finans, Frydenlund (2020)
- Etik - en grundbog, Munksgaard (2019)
- Pinlige øjeblikke, akavede situationer og dobbeltmoralske skrupler. Hverdagens etiske dilemmaer, Hans Reitzels Forlag (2019)
- Kreativ etik - Etisk design og designeretik, Hans Reitzels Forlag (2019)
- Den umoralske politiker, Gyldendal (2018)
- Etik i psykiatrien, Munksgaard (2018)
- Etik i ældreplejen, Munksgaard (2017)
- Overvågning i sundhedsvæsenet, Munksgaard (2016)
- Døden i et professionelt perspektiv - de svære valg, Nyt Nordisk Forlag (2015)
- Bogen om provokeret abort - perspektiver og udfordringer, Nyt Nordisk Forlag (2014)
- Helt uden grænser – etik og seksualitet, Munksgaard (2012)
- Den digitale patient, Munksgaard (2011)
- Filosofi og jordemoderkunst, UC Vest Press (2010)
- Etisk Håndværk, Munksgaard (2009)
- Etik som refleksion og handling, ph.d.-afhandling, Syddansk Universitet (2008)
- Nye veje til sygepleje, Munksgaard (2007)
- Etik i sundhedsvæsenet, Munksgaard (2006)
- Videnskabsteori – en grundbog, Munksgaard (2005)
- Filosofi & Sygepleje, Munksgaard (2003)

Jacob Birkler har desuden leveret bidrag til antologier og lærebøger samt forfatter til artikler i fagblade og videnskabelige tidsskrifter.

## Priser
- 2016: Ældrerådenes hæderspris